# Wolfgang Klaue
 Wolfgang Klaue (* 6. August 1935 in Oelsnitz (Erzgebirge); † 16. Februar 2024 in Berlin) war ein deutscher Filmarchivar, Direktor des Staatlichen Filmarchivs der DDR und 1979 bis 1985 Präsident der FIAF. Von 1999 bis 2003 war er erster Vorstand der neugegründeten DEFA-Stiftung.

## Leben und Werk
Wolfgang Klaue wurde 1935 im Erzgebirge geboren. Mit dem Ziel Dramaturg zu werden, wollte er früh zum Theater. Er scheiterte bei der Aufnahmeprüfung an der Theaterhochschule Weimar. Klaue begann ein Studium der Philosophie an der Humboldt-Universität zu Berlin und schloss dieses 1957 ab. Nach einer dreimonatigen Arbeit als Dramaturg im DEFA-Studio für populärwissenschaftliche Filme erhielt er zum Jahresende 1957 eine Anstellung im 1955 gegründeten Staatlichen Filmarchiv der DDR (kurz: SFA). Zuvor war er dort bereits als Praktikant tätig. Über Jahrzehnte war Klaue mit der beständigen Weiterentwicklung des Archivs vertraut und bemühte sich um gute Lagerbedingungen des DDR-Filmkulturerbes.
Im Jahr 1969 wurde Klaue als Nachfolger von Herbert Volkmann neuer Direktor des SFA. Ab 1979 war er zudem Präsident der Fédération Internationale des Archives du Film (kurz: FIAF). Im Anschluss an seine erste Amtsperiode folgte 1982 die Wiederwahl für eine weitere dreijährige Amtszeit. Mit der Integration des SFA in das Filmarchiv des Bundesarchivs am 3. Oktober 1990 wurde Klaue zunächst nach Koblenz versetzt und zum Jahresende 1991 entlassen. Von 1992 bis 1997 übte er auf Honorarbasis Rechercheaufgaben unter anderem für das  Holocaust-Museum in Washington und Erwin Leiser aus. 1995 erhielt er anlässlich der Vorbereitungen für den 100. Geburtstag des Kinos eine Anstellung bei der Deutschen Kinemathek. Ab 1996 begann er, finanziert durch die Friedrich-Wilhelm-Murnau-Stiftung, mit den Vorbereitungen zur Gründung einer DEFA-Stiftung.
Von 1999 bis 2003 war Wolfgang Klaue Vorstand der am 15. Dezember 1998 ins Leben gerufenen DEFA-Stiftung. Anschließend ging er in den Ruhestand.
2005 erhielt Klaue den beim cinefest – Internationales Festival des deutschen Film-Erbes verliehenen Reinhold Schünzel-Preis für seine Verdienste um die Pflege, Bewahrung und Verbreitung des deutschen Filmerbes. 2009 wurde er mit einem der jährlich vergebenen DEFA-Stiftungspreise gewürdigt. In der Laudatio des Filmwissenschaftlers Hans Helmut Prinzler hieß es würdigend: „Für die Deutsche Kinemathek auf der anderen Seite der Mauer wurde Wolfgang Klaue ein Kollege und Partner, dem die Bewahrung des filmischen Erbes wichtiger war als die uns trennende Ideologie. Ohne ihn hätten wir 1987 den FIAF-Kongress in Westberlin nicht veranstalten können. Und ich erinnere mich immer wieder gern daran, wie wir 1988 bei einem wissenschaftlichen Kongress in Chicago deutsche Filmgeschichte präsent gemacht haben – westliche und östliche.“ 2019 folgte im Rahmen des Filmerbe-Festivals Film:ReStored_04 eine Auszeichnung Klaues mit dem Ehrenpreis des Deutschen Kinematheksverbunds.
Wolfgang Klaue starb im Februar 2024 im Alter von 88 Jahren in Berlin.